# Episodi di One Tree Hill (nona stagione)

Logo stagioni 5-7, 9

La nona ed ultima stagione di One Tree Hill è stata trasmessa sul canale statunitense The CW dall'11 gennaio al 4 aprile 2012. Questa e la quinta stagione della serie sono le uniche ad essere andate in onda a partire da metà stagione televisiva invece che da settembre, come di consueto. In Italia è andata in onda, in chiaro, su Rai 2 dal 13 al 27 luglio 2012, trasmettendo una versione breve dell'ultimo episodio, replicato successivamente, in versione integrale, il 31 dicembre 2012 su Rai 4. La stagione è andata in onda su Mya in prima tv pay dal 9 ottobre 2013 al 1º gennaio 2014.
| nº | Titolo originale                      | Titolo italiano       | Prima TV USA     | Prima TV Italia                                                       |
| -- | ------------------------------------- | --------------------- | ---------------- | --------------------------------------------------------------------- |
| 1  | Know This, We've Noticed              | I diavoli sono qui    | 11 gennaio 2012  | 13 luglio 2012                                                        |
| 2  | In the Room Where You Sleep           | Andare o restare      | 18 gennaio 2012  | 16 luglio 2012                                                        |
| 3  | Love the Way You Lie                  | Stress                | 25 gennaio 2012  | 17 luglio 2012                                                        |
| 4  | Don't You Want to Share the Guilt?    | Sensi di colpa        | 1º febbraio 2012 | 18 luglio 2012                                                        |
| 5  | The Killing Moon                      | Tragica incertezza    | 8 febbraio 2012  | 19 luglio 2012                                                        |
| 6  | Catastrophe & The Cure                | L'indagine            | 15 febbraio 2012 | 20 luglio 2012                                                        |
| 7  | Last Know Surroundings                | Doppio gioco          | 22 febbraio 2012 | 23 luglio 2012                                                        |
| 8  | A Rush of Blood to the Head           | L'ultima occasione    | 29 febbraio 2012 | 24 luglio 2012                                                        |
| 9  | Every Breath Is A Bomb                | Vietato entrare       | 7 marzo 2012     | 25 luglio 2012                                                        |
| 10 | Hardcore Will Never Die, But You Will | E' l'ora della verità | 14 marzo 2012    | 26 luglio 2012                                                        |
| 11 | Danny Boy                             | Ciao Dan              | 21 marzo 2012    | 26 luglio 2012                                                        |
| 12 | Anyone Who Had A Heart                | Il falò della barca   | 28 marzo 2012    | 27 luglio 2012                                                        |
| 13 | One Tree Hill                         | One Tree Hill         | 4 aprile 2012    | 27 luglio 2012 (versione breve) 31 dicembre 2012 (versione integrale) |

## I diavoli sono qui
- Titolo originale: Know This, We've Noticed
- Scritto e diretto da: Mark Schwahn

### Trama
Mentre Brooke e Julian cominciano ad adattarsi alla vita con i loro due gemelli, Jude e Davis, tra Haley e Nathan è tutto sereno, anche se i due ancora non sanno che ci sono delle nubi all’orizzonte. Nel frattempo, tra Clay e Quinn sorge un misterioso problema riguardante lui. In città è tornato anche Chris Keller, assunto da Haley per aiutarla con la Red Bedroom Records, e lui subito mette gli occhi su Alex, aiutandola nella composizione di una canzone.
- Nota: Il titolo originale di questo episodio prende il nome da una canzone di Horse.

## Andare o restare
- Titolo originale: In the Room Where You Sleep
- Diretto da: Joe Davola
- Scritto da: Mark Schwahn

### Trama
Brooke discute con suo padre Ted, tornato a Tree Hill, di una possibile nuova avventura professionale, mentre Julian è stressato riguardo al suo investimento in un capannone. Intanto, Clay si scopre sonnambulo, ritrovandosi la mattina anche a chilometri di distanza da casa, e, dopo i numerosi implori da parte di Quinn, si convince a farsi aiutare. Millie cerca di essere onesta nei confronti di Mouth, che soffre di problemi alimentari ed è ingrassato notevolmente. Nel frattempo Chase chiede ad Alex di andare a vivere con lui, però Chris Keller le fa un'offerta difficile da rifiutare: andare in tour. Clay doveva partire per l'Europa come volontario scout ma a causa del suo problema gli è vietato, per cui, al posto suo, parte Nathan, lasciando Haley, Jamie e Lydia a casa con Dan, che ha chiesto ospitalità dopo che gli hanno bruciato la tavola calda (dove viveva e lavorava).
- Nota: Il titolo originale di questo episodio prende il nome da una canzone di Dead Man's Bones.

## Stress
- Titolo originale: Love the Way You Lie
- Diretto da: Paul Johansson
- Scritto da: Lenn K. Rosenfeld

### Trama
Dopo che Alex ha accettato l'offerta di Chris ed è partita per il tour, Chris fa vari colloqui per assumere uno stagista e cerca di rallegrare Chase che è caduto in "depressione" per la partenza di Alex. Haley si mette nei guai al Karen's Cafe quando il suo cuoco va a lavorare per un rivale. Clay intanto inizia a pensare di stare tradendo. Nel frattempo Millie per sbaglio umilia Mouth in tv, nel loro programma 'Buongiorno con Millie e Mouth', dicendogli, ormai stufa di tenersi dentro la verità, dei suoi problemi alimentari. Brooke cerca di aiutare il padre a procurarle un finanziamento per la nuova linea di abbigliamento. Julian, intanto, troppo preso dalla prospettiva di un potenziale affittuario per il suo capannone, dimentica suo figlio Davis in auto, ragione per cui vengono chiamati la polizia e un'ambulanza.
- Nota: Il titolo originale di questo episodio prende il nome da una canzone di Eminem e Rihanna.

## Sensi di colpa
- Titolo originale: Don't You Want to Share the Guilt?
- Diretto da: Les Butler
- Scritto da: Nikki Schiefelbein

### Trama
Clay si mette nei guai per motivi di droga e Quinn viene coinvolta; Julian è tormentato dai suoi sensi di colpa per aver lasciato suo figlio, Davis, in auto, dimenticandosene. Mouth cerca, per far contenta Millie, di mettersi a dieta e prendersi cura della propria salute ma mangia molto quando Millie dorme. Nel frattempo, proprio di fronte al Karen's Cafè, apre una nuova caffetteria ed il proprietario fa immediatamente arrabbiare Brooke e Haley. Intanto Nathan avvisa Haley che tornerà dall’Europa la sera stessa.
- Nota: Il titolo originale di questo episodio episodio prende il nome da una canzone di Kate Nash.

## Tragica incertezza
- Titolo originale: The Killing Moon
- Diretto da: Greg Prange
- Scritto da: Shaina Fewell

### Trama
Nathan sembra essere scomparso e Haley, preoccupata, lo va a cercare. Tara dà a Brooke un vaso di fiori infestato da scarafaggi, facendola infuriare. Chase continua a sentirsi in colpa per essere andato a letto con Tara alle spalle di Chris Keller, dopo aver scoperto che i due stanno insieme. Clay è all'ospedale in riabilitazione, e Quinn fa da babysitter a Jamie e Lydia. Nel frattempo Haley, trovando dei soldi nella cassettiera di Dan, dopo che lui le aveva detto di essere al verde, sospetta che possa essere coinvolto con la sparizione di Nathan, così, sempre più preoccupata, chiama la polizia.
- Nota: Il titolo originale di questo episodio episodio prende il nome da una canzone Echo & the Bunnymen.

## L'indagine
- Titolo originale: Catastrophe & The Cure
- Diretto da: James Lafferty
- Scritto da: Roger di Grant

### Trama
Dan coinvolge Julian per aiutarlo nella ricerca di Nathan. Haley cerca di spiegare la scomparsa del padre a Jamie. A Brooke viene un'idea su come attirare nuovi clienti al Karen's Cafè mentre Chris Keller, venuto a sapere della "relazione" tra Chase e Tara, li affronta.
- nota: Il titolo originale di questo episodio prende il nome da una canzone di Explosions in the Sky.

## Doppio gioco
- Titolo originale: Last Know Surroundings
- Diretto da: Austin Nichols
- Scritto da: Mark Schwahn

### Trama
Lucas torna a Tree Hill per venire in aiuto di Haley, che gli ha chiesto di portare Jamie e Lydia fuori città a stare per un po’ con lui, Peyton e Sawyer in modo per potersi dedicare interamente alla ricerca di Nathan, che intanto fa un tentativo di fuga. Brooke si ritrova faccia a faccia con Xavier. Julian scopre delle prove che aiutano Dan nella sua ricerca di Nathan. Clay instaura un legame con un altro paziente.
- Nota: Il titolo originale di questo episodio episodio prende il nome da una canzone della band Explosions in the Sky.
- Special guest star: Chad Michael Murray.

## L'ultima occasione
- Titolo originale: A Rush of Blood to the Head
- Diretto da: Greg Prange
- Scritto da: Johnny Richardson

### Trama
Haley riceve una telefonata che potrebbe cambiare la sua vita per sempre: la polizia le chiede di andare ad identificare un corpo che si ritiene essere Nathan. Clay riceve una grande notizia. Mentre Dan rivisita il suo passato durante la ricerca di Nathan, Deb torna a Tree Hill. Chase arriva a misure estreme per proteggere Chuck.
- Nota: Il titolo originale di questo episodio prende il nome da una canzone e album dei Coldplay.

## Vietato entrare
- Titolo originale: Every Breath Is A Bomb
- Diretto da: Peter B. Kowalski
- Scritto da: Ian Biggins

### Trama
Haley parte con Dan alla ricerca di Nathan. Brooke e Julian adottano nuove misure per proteggere la loro famiglia. Chase affronta le conseguenze per la difesa Chuck. Skills aiuta Mouth ad arrivare a un punto di svolta. Clay rivela il suo passato a Logan.
- Nota: Il titolo originale di questo episodio prende il nome da un brano della band The Blood Brothers.

## È l'ora della verità
- Titolo originale: Hardcore Will Never Die, But You Will
- Scritto e diretto da: Mark Schwahn

### Trama
Dan, Julian e Chris Keller salvano Nathan e Dan uccide la maggior parte dei rapitori. Quando sono sul punto di fuggire, Dan viene colpito da Dimitri, che verrà poi ucciso da Nathan. Xavier aggredisce Brooke in un garage e tenta di violentarla, ma per fortuna la ragazza verrà salvata da una persona insospettabile. Clay e Quinn rivisitano il passato.
- Nota: Episodio prende il nome da un album della band Mogwai.

## Ciao Dan
- Titolo originale: Danny Boy
- Diretto da: Joe Davola
- Scritto da: Mike Herro & David Strauss

### Trama
Dopo aver salvato Nathan, la vita di Dan è in bilico. Brooke riceve una sorpresa del padre del che torna in città. Clay e Quinn stanno con Logan.
- Nota: Il titolo originale di questo episodio prende il nome da una canzone dei Andy Williams.

## Il falò della barca
- Titolo originale: Anyone Who Had A Heart
- Diretto da: Sophia Bush
- Scritto da: Brian L. Ridings

### Trama
Mentre Haley si prepara a presentare l'annuale Tree Hill Burning Boat Festival, Brooke prova ad elaborare il tradimento di suo padre e Julian cerca di infondere nuova vita in un'idea passata. Mouth e Millie danno una svolta al loro show del mattino, e Clay e Quinn si preparano per la prima notte di Logan alla casa sulla spiaggia. Clay fa la proposta di matrimonio a Quinn, mentre a Chase viene offerto di comprare il bar.
- Nota: Il titolo originale di questo episodio prende il nome da una canzone di Dionne Warwick.

## One Tree Hill
- Titolo originale: One Tree Hill
- Scritto e diretto da: Mark Schwahn

### Trama
Nel capitolo finale di One Tree Hill, il decimo anniversario del TRIC porta facce vecchie e nuove per la famiglia Tree Hill. Quinn sposa Clay e adotta Logan, mentre Haley introduce Jamie alle predizione che lei e Lucas facevano all’inizio di ogni anno scolastico e Julian compra a Brooke come loro nuova casa di famiglia la sua vecchia casa d’infanzia, quella che ha dovuto lasciare ormai dieci anni prima. Nella scena finale, ambientata diversi anni dopo, l’intera gang va al liceo di Tree Hill per vedere Jamie ormai adolescente giocare una partita di basket coi Ravens.
- Nota: Il titolo di questo episodio prende il nome da una canzone degli U2, che è anche il titolo della serie stessa.
- Nota 2: Il 27 luglio 2012 l'episodio (della durata speciale di 47 minuti) non è stato trasmesso in versione integrale per ragioni di palinsesto; pertanto la Rai ha deciso di trasmetterne la versione estesa il 31 dicembre 2012 durante il primo passaggio in replica su Rai 4.[2]